# San Franciscan Nights
San Franciscan Nights ist ein Lied von Eric Burdon & The Animals, das 1967 auf dem Album Winds of Change erschien. Musik und Text stammen von den Bandmitgliedern Eric Burdon, Vic Briggs, John Weider, Barry Jenkins und Danny McCulloch. Das Paian an San Francisco war einer der größten Hits der „New Animals“. Die Single erreichte die Nummer 1 der kanadischen RPM Charts, Platz 7 der UK Pop Singles Charts und Nummer 9 der U.S. Pop Singles Charts. Der B-Seiten-Titel der von MGM Records veröffentlichten Single heißt Good Times.

## Hintergrund
Die Band schrieb San Franciscan Nights als Protestlied gegen den Vietnamkrieg. In einem Interview mit Songfacts sagte Burdon: „Die ‚Love Generation‘ half der Anti-Kriegs-Sache in den Vereinigten Staaten. Vermutlich änderte sie die Meinung vieler Soldaten, weil sie sie darüber zum Nachdenken brachte, warum sie in den Krieg ziehen sollten, während ihre Freundinnen daheim herumtollten. Auf dieser Ebene hat sie eine Menge Angst verursacht. Vielleicht half sie auch politisch dem sogenannten Feind. Ich weiß nicht genau.“
Das Lied beginnt mit einer kurzen Parodie der Dragnet-Titelmelodie. Es folgt eine gesprochene Widmung von Burdon: “To the city and people of San Francisco, who may not know it but they are beautiful and so is their city.” Er fordert dann Europäer auf, nach San Francisco zu kommen, um das Lied zu verstehen und ihren inneren Frieden zu finden.
Der eigentliche Liedtext beginnt mit dem Bericht über eine warme Nacht in San Francisco im Jahre 1967, verwoben mit halluzinogenen Bildern, etwa von Stroboskop-Strahlen, die Träume erzeugen, Wände und Gedanken bewegen und Engel singen lassen. Dies wird verbunden mit den damals bereits mit Kalifornien assoziierten „Jeans of blue“ und “Harley Davidsons, too”. Im Gegensatz dazu stellt der Text hasserfüllte Polizisten auf einer Straße namens „Love“, um selbst diese letztlich in die im Song imaginierte Gemeinschaft aufzunehmen (“Old cop young cop feel alright”). So verbindet das Lied viele der Themen, die die Love Generation auf die Tagesordnung gesetzt hatte.
Auf der B-Seite der britischen Version befindet sich das Lied Gratefully Dead, ein Referenz an die Band Grateful Dead aus San Francisco.
Burdons Aussage, Nächte in San Francisco seien warm, zog den Spott einiger Amerikaner auf sich, die das Klima der Stadt kannten. Dies wird am besten veranschaulicht durch das Mark Twain zugeschriebene Zitat: „Mein kühlster Winter war ein Sommer in San Francisco“, während der Musikjournalist Lester Bangs diese Aussage für unerklärlich hielt. Allerdings spielten Burdon und seine Band in San Francisco zehn Tage lang bei außergewöhnlich warmem Frühlingswetter, was bei ihnen diese irreführende Vorstellung hinterließ.
Während eines Konzerts in Naperville, Illinois, 2010 sagte Burdon, dass das Lied über einen Abend mit Janis Joplin in San Francisco geschrieben wurde.

## Cover-Versionen
Die Romanian-Rock-Band Sfinx nahm im Jahre 1967 eine Coverversion des Songs mit einem komplett verschiedenen Text auf. Er wurde nie auf CD herausgebracht und ist sowohl als Toamna (Herbst) wie auch Nu mai sunt flori de mai (Keine Maiglöckchen mehr) bekannt. Das Gitarrenriff wird von einem Waldhorn von Petre Iordache begleitet. Den Leadgesang singt der Gitarrist Octav Zemlicka.
Die japanische Psychedelic-Rock-Band The Mops coverte 1968 das Lied auf ihrem Debütalbum Psychedelic Sounds in Japan. Weitere Covers wurden durch die Band Harpo und The Flying Carpets veröffentlicht.
Die Hip-Hop-Band People Under The Stairs samplete eine Version des Liedes von Gábor Szabó & The California Dreamers von deren Album Wind, Sky, And Diamonds (1967). In der Drew Carey Show coverten Drew und seine Band unter Joe Walsh das Lied mit dem Text über Cleveland, Ohio.